# Mens nostra
Mens nostra, em português, Nossa mente, é uma encíclica, do Papa Pio XI, datada de 20 de dezembro de 1929, por ocasião do 50º ano da sua ordenação sacerdotal; nela, ele encoraja todos os fiéis, inclusive os leigos, a praticar regularmente os "exercícios espirituais".

## Conteúdo
Dirigindo-se aos sacerdotes, religiosos e religiosas e leigos, Pio XI sublinha a importância de se afastar regularmente dos assuntos mundanos para praticar " exercícios espirituais " durante três ou mais dias, isto é, para examinar diligentemente na oração, seus pensamentos e seus modos de agir no mundo à luz do Evangelho. Ele mostra, citando os grandes mestres espirituais e padres da Igreja ( São Basílio, São Jerônimo, São Pedro Crisólogo ) que este "retiro" do mundo, praticado de uma forma ou de outra, faz parte da tradição da Igreja. Além disso, o próprio Jesus Cristo deu o exemplo com os 49 dias que passou no deserto e as muitas vezes que se "retirou para rezar". Da mesma forma, os apóstolos praticavam uma espécie de “retiro” quando esperavam pelo Espírito Santo, em Jerusalém, após a ascensão de Nosso Senhor.
Quanto aos tempos modernos, Pio XI lembra que a primeira casa para retiros do clero, denominada "Asceterium", foi fundada por São Carlos Borromeu, arcebispo de Milão. Mas, acima de tudo, ele finalmente passa a recomendar fortemente o método de Santa Inácio de Loyola, como pode ser seguido em seu manual dos Exercícios Espirituais, um texto e um método de estado aprovado por vários de seus predecessores. O Papa destaca como os Exercícios de Santo Inácio, como esses retiros para os trabalhadores que se organizam com frutos em alguns países.
Santo Inácio de Loyola, a quem Pio XI chama de “mestre dos exercícios espirituais", é, desde 25 de julho de 1922 (pela Constituição Apostólica Summorum Pontificum) o patrono dos institutos, sociedades e organizações e, de um modo mais geral, de todos os que ajudam aqueles que praticam exercícios espirituais.
O próprio papa decidiu organizar exercícios espirituais anuais no Vaticano, abertos aos que ali residem. Também incentiva a realização de retiros mensais ou trimestrais.